# Biergarten

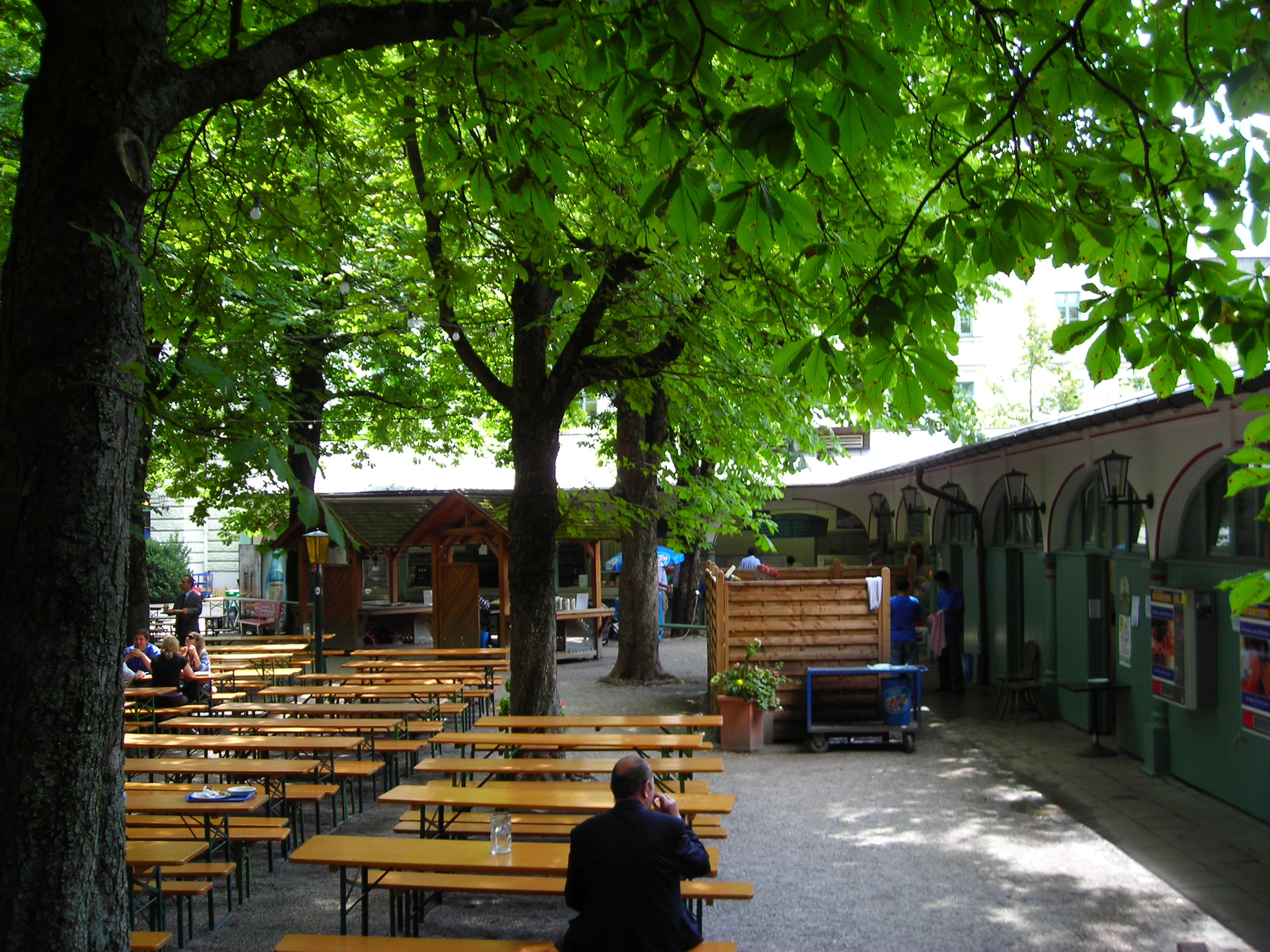
Biergarten des Hofbräukellers in München

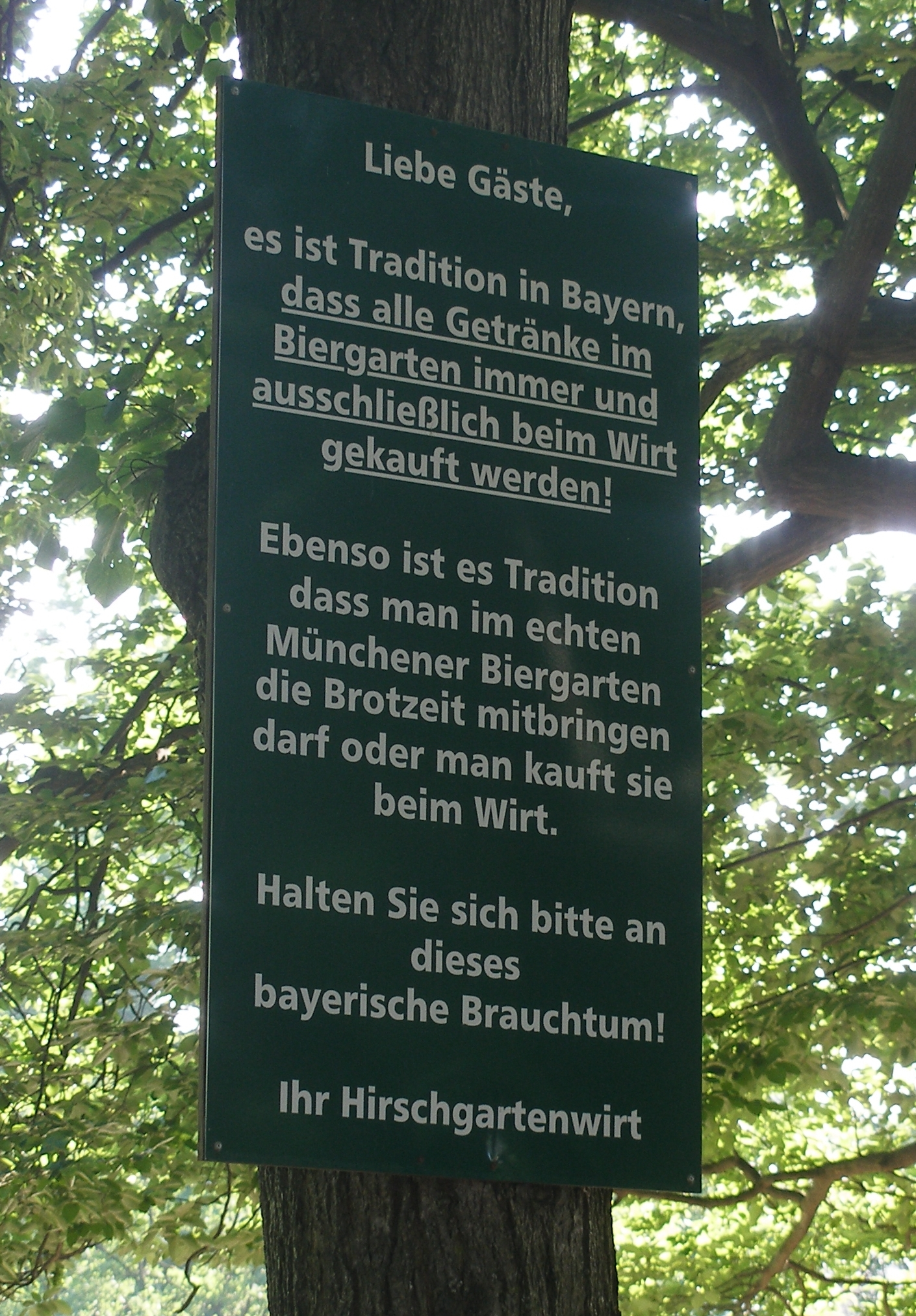
Aanwijzing aan de bezoeker

Een biergarten is een horecagelegenheid in de open lucht. Het begrip is afkomstig uit Beieren. In Oostenrijk gebruikt men de term "Gastgarten" en vooral in Frankenland, de term "Bierkeller, of "auf dem Bierkeller". Het woord keller (kelder) is vaak zichtbaar in de naam van een Biergarten, zoals Hofbräukeller, Löwenbräukeller of Augustiner Keller.

## Kenmerken
Kenmerk van de traditionele Bayerische Biergarten is het serveren van bier en het recht van de gast om zelf meegebracht eten te nuttigen, als hij geen gebruik wil maken van het door de biergarten aangeboden, meestal hartig eten. Bomen en houten banken zijn kenmerkend voor een biergarten, vaak met een bodembedekking van grind.